# Moğollar
Moğollar («Los mongoles») es una de las bandas pioneras en la música rock turca durante aproximadamente 40 años y uno de los fundadores del folk rock turco (o Anatolian rock). El objetivo principal de la banda era demostrar que la música folk tiene un alma de varias capas y que su dinamismo está muy cerca del de la música pop.

## Historia
La banda fue fundada en 1967 por Neco (Nejat Tahir Özyılmazel), Aziz Azmet, Aydın Daruga y Murat Ses que anteriormente eran miembros de Silüetler. Sin embargo, Neco dejó la banda a fines de 1967. Además, Cahit Berkay, que era miembro de Selçuk Alagöz Band, y Haluk Kunt, que era miembro de Vahşi Kediler , se unieron a la banda. Más tarde, Haluk Kunt fue reemplazado por Hasan Sel, que era miembro de Apaşlar en 1968, y Aydın Daruga fue reemplazado por Engin Yörükoğlu en 1969.
En 1970, Hasan Sel fue reemplazado por Taner Öngür, anteriormente miembro de Meteorlar y Erkin Koray Quartet. La banda intentó fusionar los aspectos técnicos de la música pop con las melodías de la música folclórica de Anatolia a fines de la década de 1960 y principios de 1970.
En julio de 1970, Aziz Azmet, el vocalista de la banda la abandonó debido a desacuerdos musicales y Ersen Dinleten lo reemplazó por un corto tiempo. Moğollar grabó Ternek / Haliç'te Gün Batışı a 45 rpm, y se fue a París en agosto de 1970. Mientras iban a París, firmaron un contrato de tres años con CBS. Mientras hacían un álbum de 45 rpm llamado Behind the Dark / Hitchin. Después de eso, firmaron con otra compañía discográfica llamada Guild International du Disque e hicieron un álbum para esta compañía. Este álbum recibió un gran premio discográfico llamado Academic Charles Cros en 1971. En ese momento, se reunieron con Barış Manço y comenzaron a trabajar con él mientras vivía en Bélgica. Barış Manço se unió como vocalista y la banda pasó a llamarse Manchomongol. Manchomongol registró 2 45 rpms, y esta asociación terminó después de cuatro meses. Además, Engin Yörükoğlu se quedó en París, y el baterista de Mavi Işıklar, Ayzer Danga, se unió a la banda para reemplazarlo.
Moğollar grabó un sencillo con Selda Bağcan durante la primera mitad de 1972. Ersen se reincorporó a la banda en julio de 1972 y grabaron otro sencillo. Murat Ses dejó la banda en agosto de 1972. En septiembre de 1972, Moğollar reemplazó a sus solistas con Cem Karaca, que entonces era el solista de Kardaşlar. Esta asociación de Cem Karaca y Moğollar duró dos años y produjeron la canción, Namus Belası, que se convirtió en un gran éxito.
Después de una ausencia de 17 años, Cahit Berkay, Taner Öngür y Engin Yörükoğlu reformaron la banda en 1993, y se les unió el teclista Serhat Ersöz. Murat Ses se ocupa de otros proyectos y todavía sigue una extraordinaria carrera internacional.
En 2007, la agencia de publicidad TBWA decidió utilizar la pista de Moğollar a finales de 1960, Garip Çoban (traducido - pastor solitario; escrito por Murat Ses) en This is Living campaña de publicidad de Sony PlayStation 3. También Emrah Karaca (hijo de Cem Karaca) se unió a Moğollar en 2007. Engin Yörükoğlu fue diagnosticado con cáncer de pulmón en 2007 y murió en 2010.

## Discografía

### Álbumes de estudio
- 1971: Les Danses et Rythmes de la Turquie d'hier á aujourd'hui (Versión turca: Anadolu Pop )
- 1975: Hittit Sun (lanzamiento turco: Düm-Tek)
- 1976: Ensemble d'Cappadocia (Versión turca: Moğollar)
- 1994: Moğollar'94
- 1996: Dört Renk
- 1998: 30. Yıl
- 2004: Yürüdük Durmadan
- 2009: Umut Yolunu Bulur

### Singles
- Eastern Love / Artık Çok Geç (1968)
- Mektup / Lazy John (1968)
- Everlasting Love / Hard Work (1968)
- Ilgaz / Kaleden Kaleye Şahin Uçurdum (1968)
- Sessiz Gemi / İndim Havuz Başına (1969)
- Dağ Ve Çocuk / İmece (1970)
- Ağlama / Yalnızlığın Acıklı Güldürüsü (1970)
- Garip Çoban / Berkay Oyun Havası (1970)
- Ternek / Haliç'te Güneşin Batışı (1970)
- Hitchin / Behind The Dark (1970)
- Detrás de la oscuridad / Madımak / Lorke (1971)
- Hitchin / Hamsi (1971)
- İşte Hendek İşte Deve / Katip Arzuhalim Yaz Yare *Böyle (1971)
- Binboğanın Kızı / Ay Osman (1971)
- Yalan Dünya / Kalenin Dibinde (1972)
- Alageyik Destanı / Moğol Halayı (1972)
- Çığrık / Sila (1972)
- Sor Kendine / Garip Gönlüm (1972)
- Obur Dünya / El Çek Tabib (1973)
- Gel Gel / Üzüm Kaldı (1973)
- Namus Belası / Gurbet (1974)
- Tanrıların Arabaları / Bu Nasıl Dünya? (1974)
- Birlik için Elele / Sevgimin Derdi Albümler (feat. *Ali Rıza Binboğa) (1975)

### Compilaciones
+Anılarla Moğollar ve Silüetler (1990)
- Anadolupop 70'li Yıllar (1993)
- Moğollar 1968-2000 (2000)